# Leptonema neadelphus
Leptonema neadelphus is een schietmot uit de familie Hydropsychidae. De soort komt voor in het Neotropisch gebied.